# Slatka paprat
Slatka paprat (Comptonia) je monotipski rod (koji sadrži samo Comptonia peregrina) u familiji Myricaceae, red Fagales. Biljka proizvodi čekinjaste plodove koji sadrže jestive nutrijente.

## Spoljašnje veze
- USDA Plants Profile for Comptonia peregrina (sweet fern)
- Flora of North America: Comptonia peregrina
- „Comptonia peregrina”. Germplasm Resources Information Network (GRIN). ARS, USDA.